# 大山公園 (守谷市)

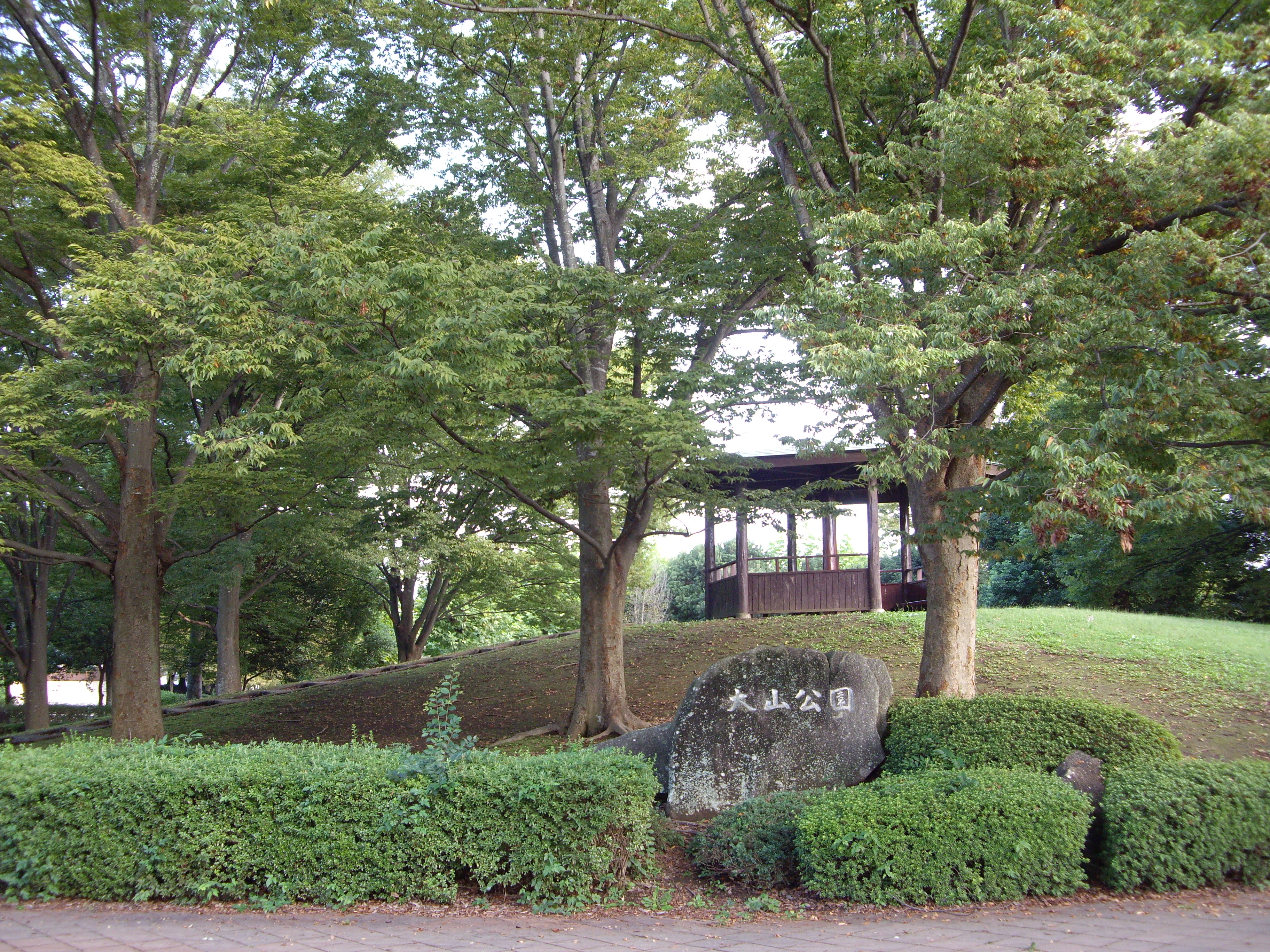
大山公園・入口

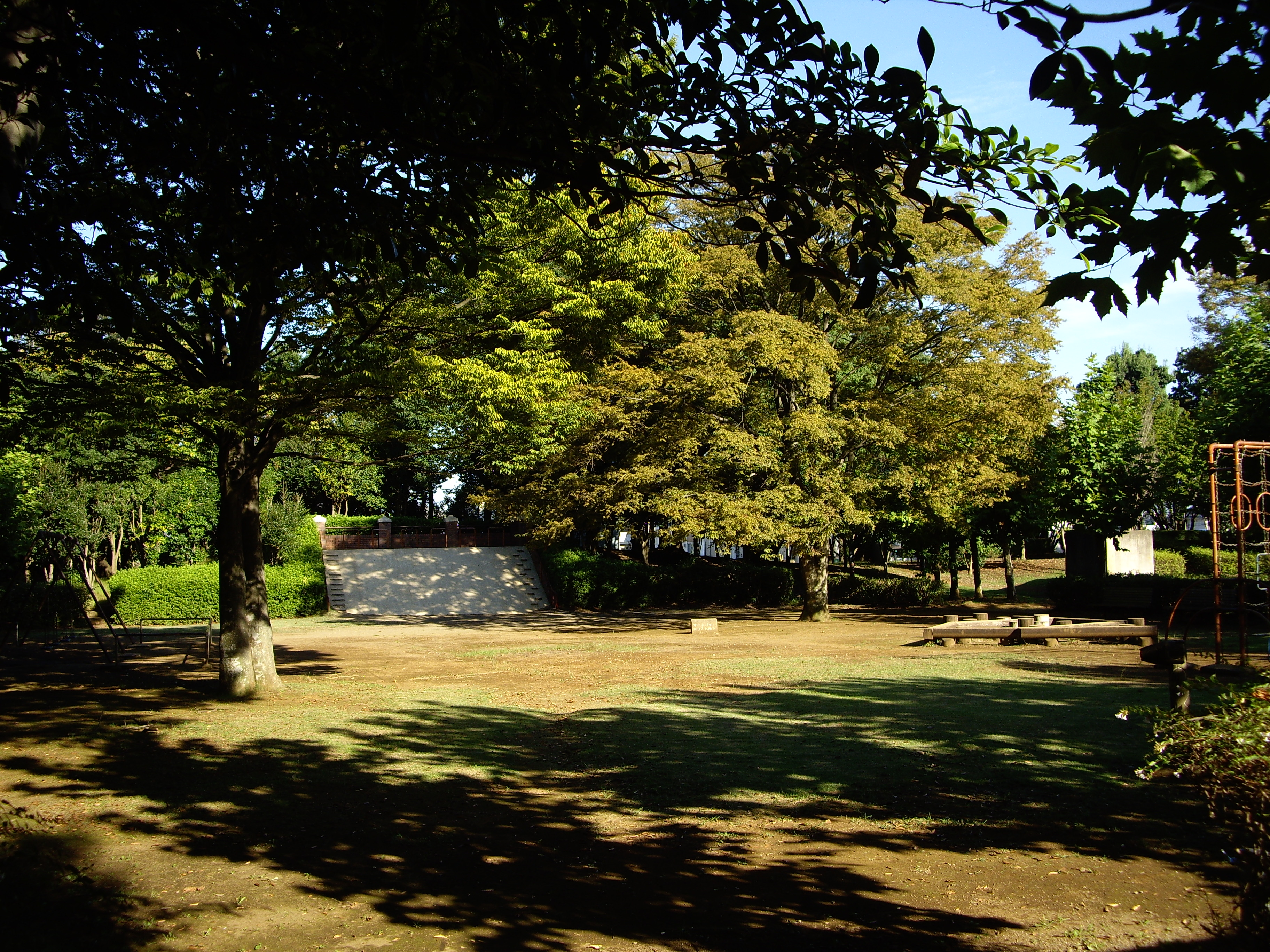
大山公園・遊具広場

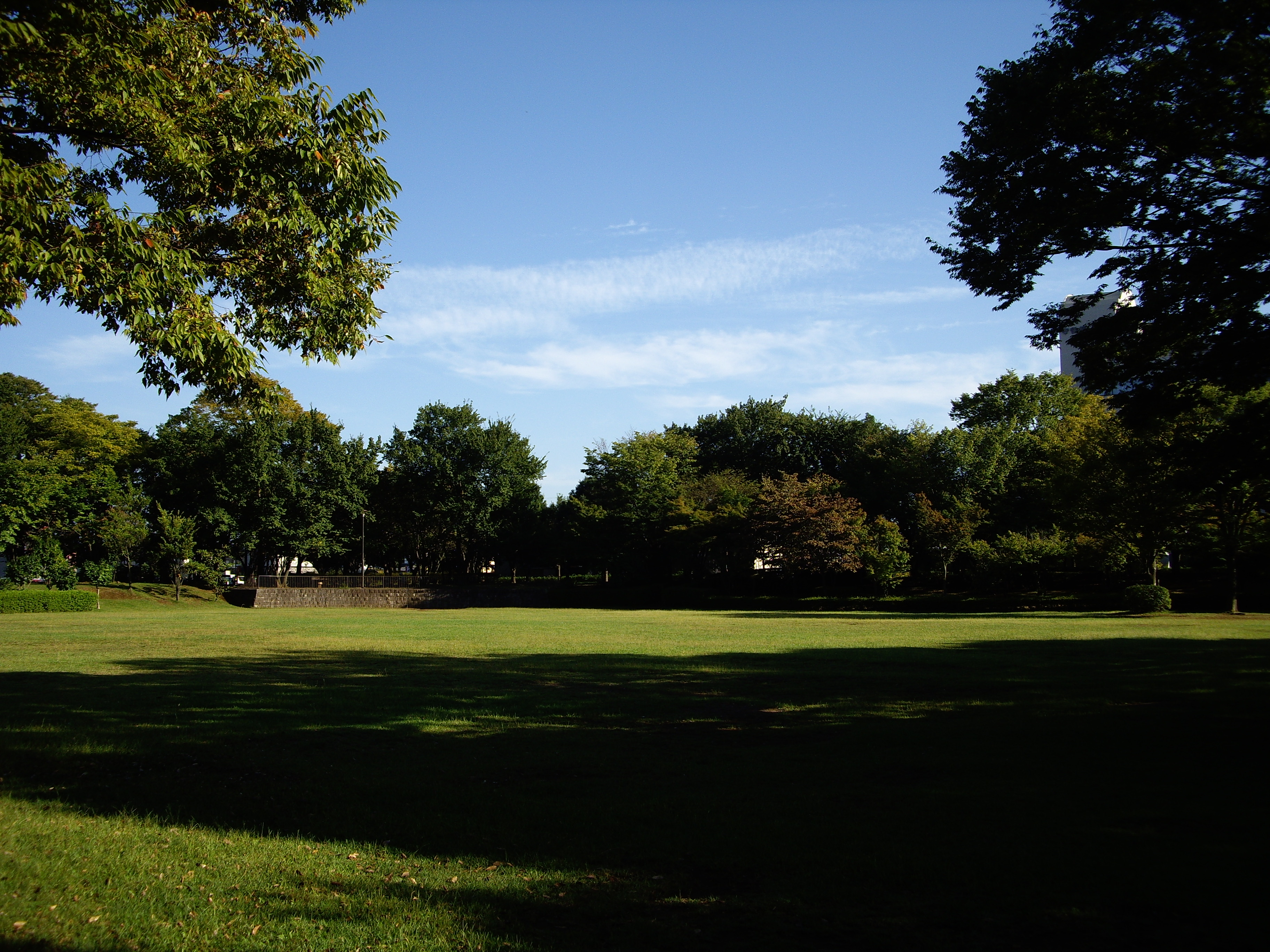
大山公園・芝生広場

大山公園（おおやまこうえん）は、茨城県守谷市松前台一丁目にある近隣公園である。面積は20,200m2。

## 概要
常総ニュータウン北守谷造成時に作られた公園の一つである。北守谷地区の三大公園の一つで、遊具等のあるエリアと芝生広場のエリアに分かれる。公園のそばには北守谷遊歩道、守谷第一病院があり、遊歩道を通って立沢公園、板戸井公園方面へ行くことができる。

## ドラマ・映画・CM撮影等
- 紅の紋章（ドラマ）